# Mieczysławówka
Mieczysławówka – wieś sołecka w Polsce położona w województwie mazowieckim, w powiecie grójeckim, w gminie Grójec.
W okresie okupacji hitlerowskiej (1939-1944) wieś Mieczysławówka prawie uległa zagładzie, gdyż władze okupacyjne reprezentujące reżim III Rzeszy dokonały wywózki mieszkańców oraz rabunku majątku ruchomego.
W latach 1975–1998 miejscowość administracyjnie należała do województwa radomskiego.
Przez wieś przebiega droga wojewódzka nr 722.